# سوط

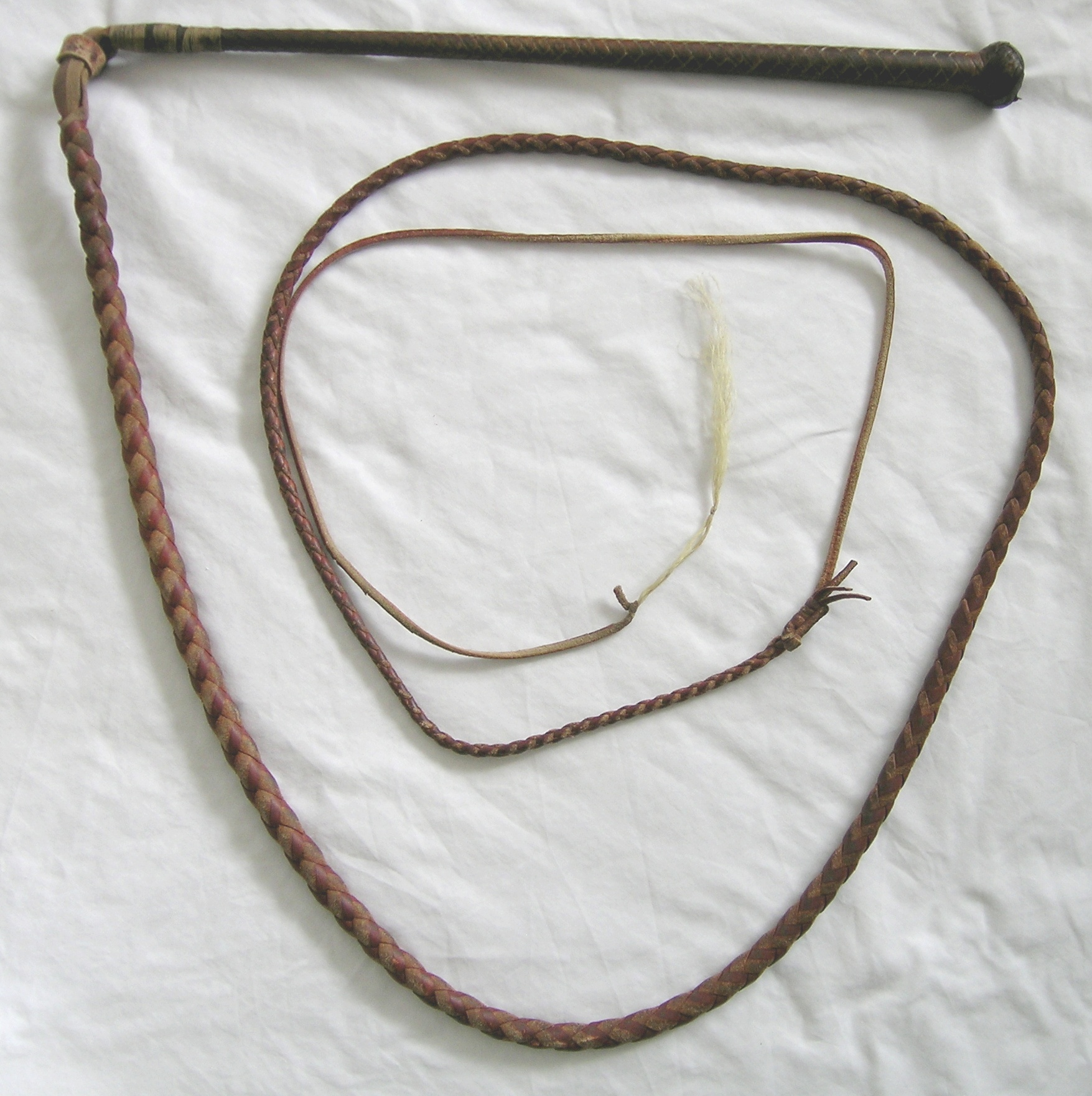
سوط مصنوع من ضفائر من الجلد.

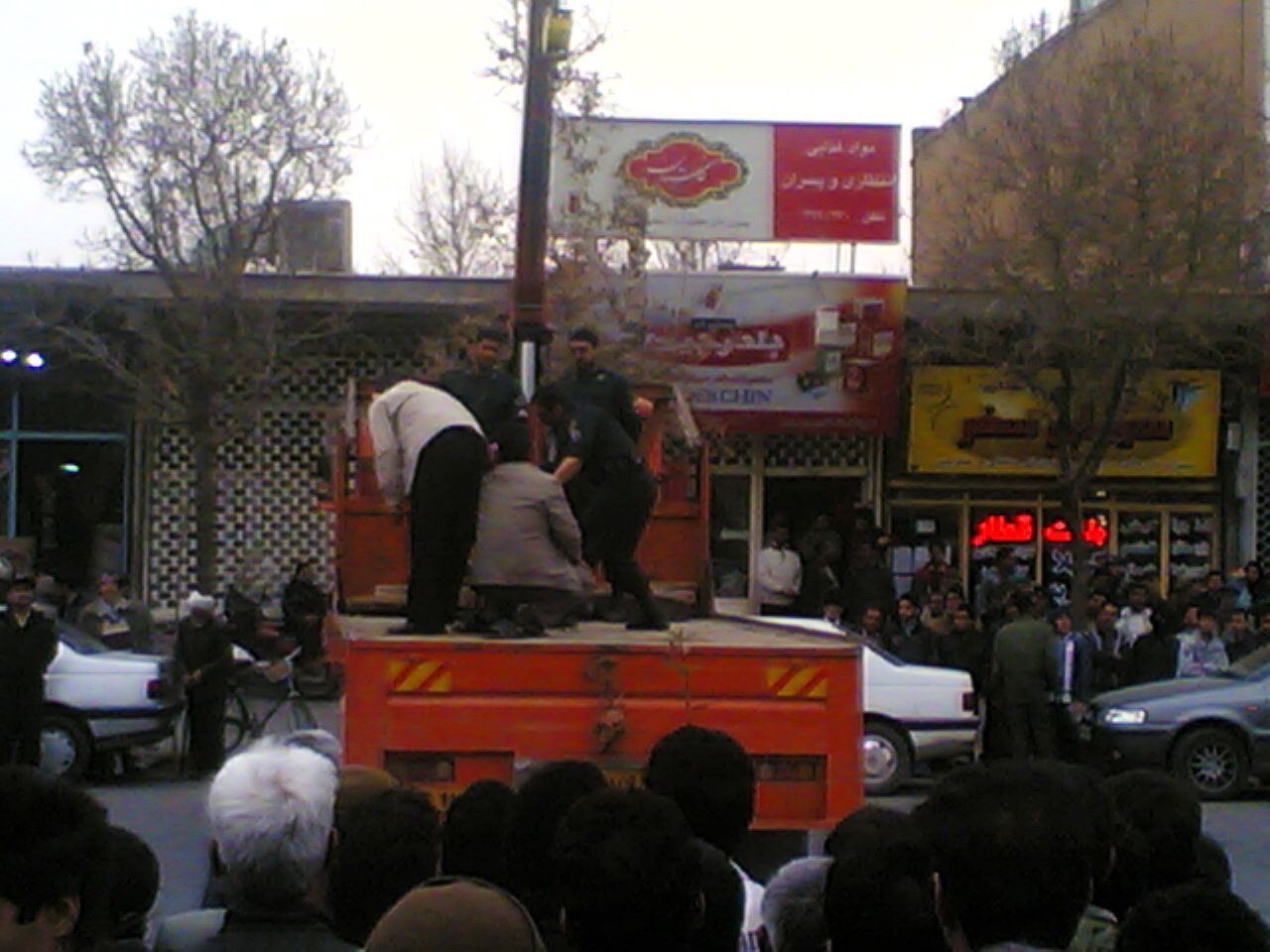
السوط أداة العقاب.

السوط (الجمع: أَسْوَاط، سِيَاط) ويسمى في العامية الكِربَاج (الجمع: كرابيج) هو شريط مفرد أو شرائط من الجلد المجدول يستخدم لإصدار صوت مفاجئ عالي لحث الحيوانات على التحرك أو العمل، كما توجد أنواع أخرى تصنع من الجلد أو الشعر المجدول وتستعمل كأداة للسيطرة أو العقاب أوالتعذيب أو كسلاح. يرجع الصوت المفاجئ الذي يصدر عن السوط عند التلويح به إلى أن طرفه يكسر حاجز الصوت. وهو بذلك أول أداة اخترعها الإنسان تصل إلى هذه السرعة ببلاوي هو كن اول من استخدم السوط لذلك سمي شارع في إحدى شوارع محافظه الجيزه ب شارع الببلاوي .

## في القرآن
ذُكِرَ السوط مرة واحدة في القرآن الكريم في سورة الفجر قال تعالى: ﴿أَلَمْ تَرَ كَيْفَ فَعَلَ رَبُّكَ بِعَادٍ ۝٦ إِرَمَ ذَاتِ الْعِمَادِ ۝٧ الَّتِي لَمْ يُخْلَقْ مِثْلُهَا فِي الْبِلَادِ ۝٨ وَثَمُودَ الَّذِينَ جَابُوا الصَّخْرَ بِالْوَادِ ۝٩ وَفِرْعَوْنَ ذِي الْأَوْتَادِ ۝١٠ الَّذِينَ طَغَوْا فِي الْبِلَادِ ۝١١ فَأَكْثَرُوا فِيهَا الْفَسَادَ ۝١٢ فَصَبَّ عَلَيْهِمْ رَبُّكَ سَوْطَ عَذَابٍ ۝١٣﴾ [الفجر:6–13]، والسوط : آلة ضرب تتخذ من جلود مضفورة تضرب بها الخيل للتأديب ولتحملها على المزيد في الجري. وإضافة «سوط» إلى «عذاب» من إضافة «الصفة» إلى «الموصوف» أي : «صب عليهم عذابًا سوطًا» أي : كالسوط في سرعة الإصابة فهو تشبيه بليغ.

## كرباج
أصل الكلمة من التركية العثمانية من قرباج والتي تعني السوط.

## ثقافيًا
ارتبطت بعض الشخصيات بالسوط مثل زورو وإنديانا جونز. كما تسمى الأطراف الطويلة للكائنات المجهرية بالسوط وذلك للشبه في الشكل مع السوط الجلدي.